# Birra Golden Star
La Birra Golden Star (in inglese Golden Star Brewery) è un'azienda eritrea produttrice di Birra.
L'azienda è stata fondata nel 2004, nel solco della tradizionale attività di produzione di birra in Eritrea, che risale agli anni della colonizzazione italiana.
Produce birra di tipo Plzeň, ponendosi come accanita concorrente dello storico marchio Birra Asmara (attivo fin dagli anni trenta come Birra Melotti).